# Georges E. Sioui
Pour les articles homonymes, voir Sioui.
Georges E. Sioui, né en 1948, au Québec à Wendake, est un historien, poète, philosophe, activiste et écrivain huron-wendat.

## Biographie
Né en 1948, à Wendake, Georges E. Sioui commence son parcours scolaire en études classiques au Québec, puis en Nouvelle-Écosse. Il poursuit ses études en histoire à l’Université Laval, d’où il obtient une maîtrise en 1987 et un doctorat en 1991,. Il est spécialiste de  l'histoire, la philosophie et la spiritualité autochtone.
De 1993 à 1997, Georges Sioui est Doyen aux Études à l’Université de Régina et de 1999 à 2000, il est Président de l’Institut of Indigenous Government à Vancouver. Il bifurque ensuite vers le milieu de la santé, où il est assistant-directeur général du Conseil cri de la santé et des services sociaux de la Baie-James. Jusqu’en 2012, il est enseignant et coordonnateur au Programme d’études autochtones du Département des études anciennes et de sciences des religions à la Faculté des arts à l’Université d’Ottawa,
Plusieurs revues et journaux scientifiques ont publié ses écrits sur la philosophie, l’histoire et l’éducation autochtones. Il est également éditeur en chef des magazines Kanatha et Tawow. En 1989, les Presses de l'Université Laval ont publié sa mémoire de maîtrise, Pour une autohistoire amérindienne. Ce livre et d'autres de ses écrits ont été traduits en anglais et en d'autres langues.
Poète depuis son plus jeune âge, il publie son premier recueil, Seawi, en 2013.
En 2022, Georges Sioui est invité à parrainer la 107e édition du congrès mondial d’espéranto, qui a pour but d’ouvrir des discussions autour des droits linguistiques et culturels, et qui avait lieu à l’Université du Québec à Montréal. L’édition de 2022 avait d’ailleurs comme objectif de conserver et revitaliser les langues autochtones grâce à des conférences, activités et remises de prix littéraires.

### Affaire Sioui
En 1982, Georges Sioui et ses trois frères « sont accusés et condamnés d’avoir campé, fait des feux et abattu des arbres illégalement dans le parc national de la Jacques-Cartier au Québec, ». Georges Sioui défend le droit des Hurons-Wendat, selon lequel ils ont « le droit de pratiquer leurs coutumes sur la terre ». Finalement, en 1990, la Cour détermine que les actions des frères Sioui « n’ont pas défié l’occupation du parc par la Couronne ». Dans Pour une autohistoire amérindienne, l’auteur et activiste revient sur ces événements.

## Histoire
- Pour une autohistoire amérindienne : essai sur les fondements d'une morale sociale proprement américaine (mémoire de maîtrise), Presses de l’Université Laval, 1987, 171 p. (lire en ligne)
  - réédité et réintitulé Pour une histoire amérindienne de l'Amérique, Québec, Presses de l’Université Laval, 1998, 156 p. (ISBN 9782747503747)
  - réédité et réintitulé Pour une autohistoire amérindienne, Québec, Presses de l’Université Laval, 2018, 166 p. (ISBN 9782763741888)
  - réédité, augmenté et réintitulé Pour une autohistoire autochtone de l'Amérique, Québec, Presses de l’Université Laval, 2023, 176 p. (ISBN 9782766302208)
  - (en) For an Amerindian Autohistory : an Essay of the Foundation of a Social Ethic (trad. Sheila Fischman), Montréal, McGill-Queen’s University Press, 1992, 125 p. (ISBN 077350950X)
- Les Wendats : une civilisation méconnu, Québec, Presses de l’Université Laval, 1994, 369 p. (ISBN 2-7637-7360-5)
- Les Hurons-Wendat : l’héritage du cercle, Québec, Presses de l’Université Laval, 1994/2019, 384 p. (ISBN 9782763742069)
  - (en) Huron-Wendat : The Heritage of the Circle (trad. Jane Brierley), Vancouver, UBC Press, 1999, 258 p. (ISBN 0-7748-0714-8)

### Philosophie
- Histoires de Kanatha vues et contées : essais et discours, Ottawa, Presses de l’Université d’Ottawa, 2008, 372 p. (ISBN 978-2-7603-3035-1)
- Eatenonha : les racines autochtones de la démocratie moderne, Québec, Presses de l’Université Laval, 2021, 187 p. (ISBN 9782763749358)
  - Eatenonha: Native Roots of Modern Democracy, Montréal, McGill-Queen’s University Press, 2019, 181 p. (ISBN 9780773556393)

### Poésie
- Seawi, Nouvelle-Orléans, Lavender Ink Press, 2013, 212 p. (ISBN 1935084399)